# Kiana (Alaska)
Kiana è una città degli Stati Uniti d'America, situata nella Borough di Northwest Arctic, nello Stato dell'Alaska.